# André Ier du Kongo
Pour les articles homonymes, voir André Ier.
André Ier du Kongo (mort en 1685/1690)  (Mvizi a Nkanga en Kikongo  et  D. Andre Ier en portugais) . Roi à Kibangu en 1685 ou 1689/1690 prétendant au titre de manikongo du royaume du Kongo
André Ier, issu du Kanda Kinlaza, est le  successeur à Kibangu de Garcia III du Kongo en 1685 ou 1689. Son règne est bref de moins d'un an mais les témoins  notent qu'il mourut de mort naturelle ce qui est exceptionnel au royaume du Kongo à cette époque. Le « trône » de Kibangu est alors revendiqué par Manuel Ier

## Source
- (en) John K.. Thornton, The Kongolese Saint Anthonty: Dona Beatriz Kimpa Vita and the Antonian Movement, 1684–1706, Cambridge University, 1998. p. 20